# Callan Foote
Pour les articles homonymes, voir Foote.
Callan Hayden Foote (né le 13 décembre 1998 à Englewood, au Colorado aux États-Unis) est un joueur professionnel américain de hockey sur glace et canadien. Il évolue à la position de défenseur. 

## Biographie
Callan est le fils de l'ancien joueur de la LNH, Adam Foote. Il a été repêché 8 rangs avant son père qui a été le 22e choix au total des Nordiques de Québec en 1989.
Son frère Nolan est également professionnel. Ils ont tous les deux été repêchés par le Lightning de Tampa Bay à deux ans d'intervalle.

### Carrière en club
Foote est sélectionné au 2e tour, 43e au total, par les Rockets de Kelowna au repêchage de la LHOu 2013. Il dispute néanmoins deux saisons supplémentaires avec une équipe mineur des moins de 16 ans au Colorado avant de faire le saut, en 2015, dans la LHOu. En 2016-2017, lors de son année d'éligibilité au repêchage d'entrée dans la LNH 2017, il récolte un total de 57 points en 71 matchs. 
Le 23 juin 2017, il est repêché au 1er tour, 14e au total, par le Lightning de Tampa Bay. Il devient ainsi le 8e joueur sélectionné au premier tour par une équipe de la LNH dans l'histoire des Rockets. 
Le 22 septembre 2017, il est nommé capitaine des Rockets, le 23e dans l'histoire de l'équipe.
En 2018, il passe professionnel avec le Crunch de Syracuse, club ferme du Lightning dans la Ligue américaine de hockey. Le 13 janvier 2021, il joue son premier match dans la Ligue nationale de hockey avec le Lightning face aux Blackhawks de Chicago. Il marque son premier but le 30 janvier 2021 face aux Predators de Nashville.
Il remporte la Coupe Stanley 2021 avec Tampa Bay mais ne dispute aucune partie lors des séries éliminatoires.
En 2023, il rejoint les Devils du New Jersey.
Le 24 janvier 2024, les Devils ont annoncé que Foote et l'attaquant Michael McLeod se voyaient accorder un congé indéfini de l'équipe. Le 30 janvier 2024, Foote est accusé d'une agression sexuelle qui aurait eu lieu en 2018 à London, en Ontario. Il est déclaré non coupable, le 24 juillet 2025.

### Carrière internationale
Il représente le Canada en sélections jeunes.

## Statistiques

### En club
| Saison     | Équipe                 | Ligue      |     | Saison régulière | Saison régulière | Saison régulière | Saison régulière | Saison régulière |   | Séries éliminatoires | Séries éliminatoires | Séries éliminatoires | Séries éliminatoires | Séries éliminatoires |
| Saison     | Équipe                 | Ligue      | PJ  | B                | A                | Pts              | Pun              | PJ               | B | A                    | Pts                  | Pun                  |                      |                      |
| 2014-2015  | Lancers d'Omaha        | USHL       | 2   | 0                | 1                | 1                | 0                | -                | - | -                    | -                    | -                    |                      |                      |
| 2015-2016  | Rockets de Kelowna     | LHOu       | 71  | 8                | 28               | 36               | 36               | 18               | 1 | 8                    | 9                    | 12                   |                      |                      |
| 2016-2017  | Rockets de Kelowna     | LHOu       | 71  | 6                | 51               | 57               | 41               | 14               | 1 | 6                    | 7                    | 24                   |                      |                      |
| 2017-2018  | Rockets de Kelowna     | LHOu       | 60  | 19               | 51               | 70               | 46               | 4                | 1 | 5                    | 6                    | 4                    |                      |                      |
| 2017-2018  | Crunch de Syracuse     | LAH        | 6   | 1                | 0                | 1                | 4                | 7                | 1 | 1                    | 2                    | 0                    |                      |                      |
| 2018-2019  | Crunch de Syracuse     | LAH        | 76  | 10               | 21               | 31               | 53               | 4                | 0 | 0                    | 0                    | 0                    |                      |                      |
| 2019-2020  | Crunch de Syracuse     | LAH        | 62  | 6                | 22               | 28               | 38               | -                | - | -                    | -                    | -                    |                      |                      |
| 2020-2021  | Lightning de Tampa Bay | LNH        | 35  | 1                | 2                | 3                | 29               | -                | - | -                    | -                    | -                    |                      |                      |
| 2020-2021  | Crunch de Syracuse     | LAH        | 6   | 1                | 3                | 4                | 4                | -                | - | -                    | -                    | -                    |                      |                      |
| 2021-2022  | Lightning de Tampa Bay | LNH        | 56  | 2                | 7                | 9                | 29               | 13               | 0 | 2                    | 2                    | 6                    |                      |                      |
| 2021-2022  | Crunch de Syracuse     | LAH        | 5   | 0                | 0                | 0                | 0                | -                | - | -                    | -                    | -                    |                      |                      |
| 2022-2023  | Lightning de Tampa Bay | LNH        | 26  | 1                | 2                | 3                | 28               | -                | - | -                    | -                    | -                    |                      |                      |
| 2022-2023  | Predators de Nashville | LNH        | 24  | 1                | 3                | 4                | 35               | -                | - | -                    | -                    | -                    |                      |                      |
| 2023-2024  | Devils du New Jersey   | LNH        | 4   | 0                | 1                | 1                | 16               | -                | - | -                    | -                    | -                    |                      |                      |
| 2023-2024  | Comets d'Utica         | LAH        | 24  | 2                | 7                | 9                | 17               | -                | - | -                    | -                    | -                    |                      |                      |
| Totaux LNH | Totaux LNH             | Totaux LNH | 145 | 5                | 15               | 20               | 137              | 13               | 0 | 2                    | 2                    | 6                    |                      |                      |

### En équipe nationale
| Année | Compétition                          |   | PJ | B | A | Pts | Pun           |  | Résultat |
| 2018  | Championnat du monde moins de 20 ans | 7 | 0  | 3 | 3 | 0   | Médaille d'or |  |          |